# 쇼바 센

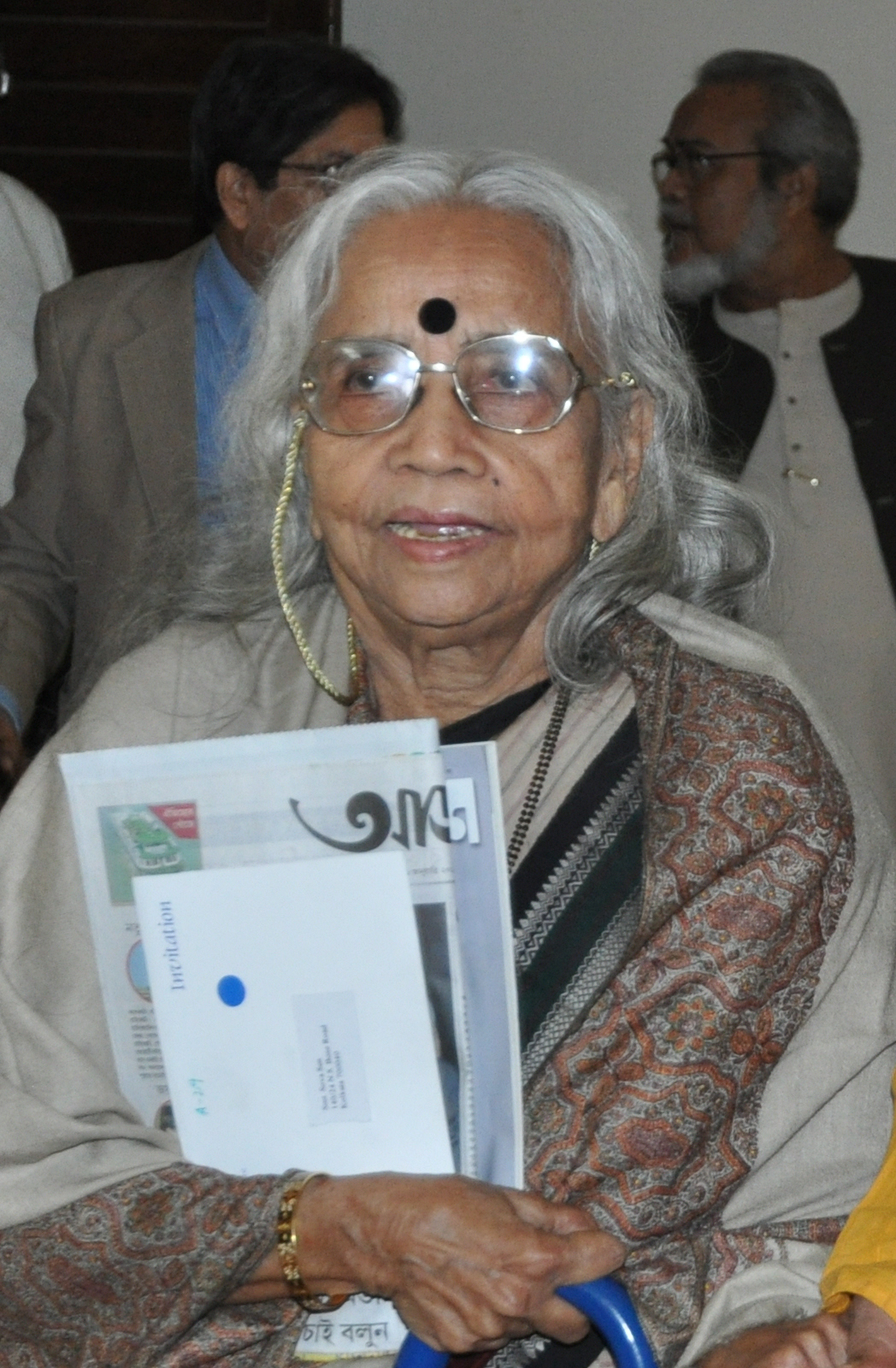
쇼바 센

쇼바 센(벵골어: শোভা সেন, 1923년 9월 ~ 2017년 8월 13일)은 방글라데시, 인도의 영화 배우, 연극 배우이다. 인도 콜카타에 위치한 베투네 대학교(Bethune College)를 졸업한 이후부터 연극 배우로 활동했으며 1953년부터 1954년까지는 소규모 연극단에서 활동했다. 2010년 4월 10일에는 테레사 수녀 국제상을 수상했다.

## 출연 영화
- Nabanna (1944)
- Barricade
- Tiner Taloyar
- Titumir
- Angar

- Bhagavan Sri Ramakrishna (1955)
- Ek Adhuri Kahani (1972)
- Jharh (1979)
- Ek Din Pratidin (1979)
- Baisakhi Megh (1981)
- Pasand Apni Apni (1983)
- Dekha (2001)
- Shadows of Time (2004)